# Шевансо
Шевансо́ (фр. Chevanceaux) — коммуна во Франции, находится в регионе Пуату — Шаранта. Департамент коммуны — Шаранта Приморская. Входит в состав кантона Монльё-ла-Гард. Округ коммуны — Жонзак.
Код INSEE коммуны — 17104.

## Население
Население коммуны на 2010 год составляло 1022 человека.
| 1962 | 1968 | 1975 | 1982 | 1990 | 1999 | 2010 |
| ---- | ---- | ---- | ---- | ---- | ---- | ---- |
| 1035 | 1044 | 1129 | 1087 | 1008 | 998  | 1022 |